# Thelcticopis humilithorax
Thelcticopis humilithorax là một loài nhện trong họ Sparassidae.
Loài này thuộc chi Thelcticopis. Thelcticopis humilithorax được Eugène Simon miêu tả năm 1910.